# Крокодил (приток Лимпопо)
Крокоди́л, Кро́кодайл или Крокоди́лрифир (Крокоди́ловая; африк. Krokodilrivier) — река в Южной Африке, верхнее течение Лимпопо. Вместе с рекой Марико образуют Лимпопо.

## Путь
Исток реки Крокодайл находится в горной цепи Витватерсранд, находящееся в провинциях Констанция Клоф, Рудепурт и Гаутенг. Первая плотина носит название «Сафари Хейа» и находится к западу от аэропорта Лансерия. Севернее этого аэропорта Крокодайл пересекается с рекой Йокскай. Далее, ниже по течению Северо-западной провинции на реке располагаются две огромные дамбы, называемые плотинами Хартбиспурт и Рудэкопис. За плотиной Хартбиспурт проходит город Бритс. Река Иландс присоединяется вниз по течению от плотины Ваалкоп, а примерно через 20 километров к ней присоединяется и река Пинарс, вскоре после выхода из плотины Клипвур.
В провинции Лимпопо, примерно через 35 километров, река Крокодайл проходит через город Табазимби и простирается на много километров, проходя через многие малонаселённые области, впадая в реку Марико, западнее Руйбукрала в конце Северо-западной провинции, чтобы вместе образовать реку Лимпопо.

## Притоки
Притоками реки Крокодайл являются такие реки, как Блубанкспрут, Хенопс, Йокскай, Магалис, Стеркструм, Розеспурт, Скирпурт, Кариспрут, Иландс, Биспрут и Сандейс.

## Загрязнение
Река Крокодайл является одной из самых грязных рек в Южной Африке. Это вызвано загрязнением реки двумя крупнейшими городами Южной Африки, Йоханнесбургом и Цване, что сильно повлияло на экосистему реки. Из-за отходов промышленности, горной добычи, сельского хозяйства и бытового мусора качество воды в реке заметно ухудшилось и привело к массовому цветению водорослей у плотин Хартбиспурт и Рудэкопис. Иноземные виды растений негативно подействовали на целостность здешней экосистемы. Неустойчивые методы ведения сельского хозяйства привели к эрозии реки и помутнению воды.

## Водохранилища
Плотины, находящиеся в бассейне реки:
- Плотина Хартбиспурт
- Плотина Рудэкопис
- Плотина Ритвлей в реке Ритвлей
- Платина Бон Аккорд и Плотина Лиукрал в реке Апис
- Плотина Клипвур и плотина Рудеплат в Пинарс/реке Моретель
- Плотина Ваалкоп в реке Иландс
- Плотина Боспурт в реке Хекс